# Clive (Iowa)
Clive ist eine Stadt (mit dem Status „City“) im Polk County und zu einem kleineren Teil im Dallas County im US-amerikanischen Bundesstaat Iowa. Das U.S. Census Bureau hat bei der Volkszählung 2020 eine Einwohnerzahl von 18.601 ermittelt.
Clive ist Bestandteil der Metropolregion um Iowas Hauptstadt Des Moines.

## Geografie
Clive liegt im Zentrum Iowas beiderseits des Walnut Creek, der über den Raccoon River und den Des Moines River zum Stromgebiet des Mississippi gehört.
Die geografischen Koordinaten von Clive sind 41°36′11″ nördlicher Breite und 93°43′27″ westlicher Länge. Das Stadtgebiet erstreckt sich über eine Fläche von 19,97 km² und liegt zum größeren Teil in der Walnut Township des Polk County und zu einem kleineren in der gleichnamigen Township des Dallas County.
Nachbarorte von Clive sind Urbandale (an der nördlichen Stadtgrenze), Grimes (11,6 km nördlich), Windsor Heights (an der östlichen Stadtgrenze), West Des Moines (an der südlichen Stadtgrenze), Waukee (an der südwestlichen Stadtgrenze), Adel (21,9 km westlich) und Dallas Center (24,8 km nordwestlich).
Das Zentrum von Des Moines liegt 15,9 km östlich. Die nächstgelegenen weiteren Großstädte sind Cedar Rapids (200 km ostnordöstlich), Kansas City in Missouri (299 km südsüdwestlich), Nebraskas größte Stadt Omaha (206 km westsüdwestlich), die Twin Cities in Minnesota (Minneapolis und Saint Paul) (406 km nördlich).

## Verkehr
Der Interstate Highway 80 verläuft in Nord-Süd-Richtung durch das Stadtgebiet von Clive. Der U.S. Highway 6 bildet die nördliche Stadtgrenze. Alle weiteren Straßen sind untergeordnete Landstraßen, teils unbefestigte Fahrwege sowie innerörtliche Verbindungsstraßen.
Der nächste Flughafen ist der Des Moines International Airport (22,4 km südöstlich).

## Geschichte
Bereits in den 1870er Jahren gab es auf dem Gebiet der heutigen Stadt erste Ansiedlungen am Zusammentreffen des Walnut Creek mit der Eisenbahn. 1882 wurde die weitere Besiedlung von der Union Land Company planmäßig betrieben.
Die sich allmählich zu einem wohlhabenden Vorort von Des Moines entwickelnde Siedlung wurde 1956 als City of Clive inkorporiert.

## Bevölkerung
Nach der Volkszählung im Jahr 2010 lebten in Clive 15.447 Menschen in 5754 Haushalten. Die Bevölkerungsdichte betrug 773,5 Einwohner pro Quadratkilometer. In den 5754 Haushalten lebten statistisch je 2,68 Personen.
Ethnisch betrachtet setzte sich die Bevölkerung zusammen aus 88,1 Prozent Weißen, 2,2 Prozent Afroamerikanern, 0,2 Prozent amerikanischen Ureinwohnern, 4,0 Prozent Asiaten sowie 3,5 Prozent aus anderen ethnischen Gruppen; 2,1 Prozent stammten von zwei oder mehr Ethnien ab. Unabhängig von der ethnischen Zugehörigkeit waren 7,5 Prozent der Bevölkerung spanischer oder lateinamerikanischer Abstammung.
28,3 Prozent der Bevölkerung waren unter 18 Jahre alt, 61,7 Prozent waren zwischen 18 und 64 und 10,0 Prozent waren 65 Jahre oder älter. 50,2 Prozent der Bevölkerung waren weiblich.
Das mittlere jährliche Einkommen eines Haushalts lag bei 96.452 USD. Das Pro-Kopf-Einkommen betrug 44.868 USD. 3,3 Prozent der Einwohner lebten unterhalb der Armutsgrenze.